# When You Wish Upon a Star
«When You Wish Upon a Star» — песня из полнометражного мультипликационного фильма «Пиноккио» производства студии Уолта Диснея (1940 год). Оригинальная версия была исполнена Клиффом Эдвардсом в образе Сверчка Джимини, и её можно услышать во вступительных титрах и в финальной сцене фильма. С тех пор песня стала представительной песней The Walt Disney Company и использовалась как таковая в производственных логотипах в начале многих фильмов Disney.
В 2002 году оригинальный сингл Клиффа Эдвардса с этой песней (вышедший в 1940 году на лейбле Victor Records) был принят в Зал славы премии «Грэмми».

## Кавер-версии
Джин Симмонс из группы Kiss включил свою версию этой песни в свой первый сольный альбом Gene Simmons. В своей рецензии на вышедший в 1997 году ремастер этого альбома Джейсон Джозефс из Pitchfork Media называет её «воистину самой безобразной в мире» (англ. the most god awful rendition of "When You Wish Upon a Star").